# Comune di Karup
Il comune di Karup, fino al 1º gennaio 2007 è stato un comune danese situato contea di Viborg, il comune aveva una popolazione di 6 709 abitanti (2005) e una superficie di 163 km². Capoluogo era la cittadina omonima.
Dal 1º gennaio 2007, con l'entrata in vigore della riforma amministrativa, il comune è stato soppresso e accorpato, insieme ai comuni di  Bjerringbro, Fjends, Møldrup e Tjele al riformato comune di Viborg.